# Frédéric François (ski)
Pour les articles homonymes, voir Frédéric François (homonymie) et François.
Frédéric François est un skieur alpin handisport (catégorie assise) français, né le 25 janvier 1977 à Louviers. Lors des Jeux paralympiques d'hiver de 2018 de Pyeongchang,  remporte trois médailles, l'argent du combiné et deux de bronze sur le Super-G et le slalom.

## Carrière sportive
Frédéric François a participé aux championnats du monde de ski alpin de 2011 à 2018. Il remporte au cours de cette période une médaille d'argent et une médaille de bronze. Il participe aussi à la coupe du monde de ski alpin, où il remporte trois médailles d'or, trois d'argent, et quatre de bronze. Il fait également partie de la délégation française aux Jeux paralympiques d'hiver de 2014, où il ne remporte aucune médaille.
Lors des épreuves de ski alin des Jeux paralympiques d'hiver de 2018 à Pyeongchang, il termine sixième de la descente, puis remporte la médaille de bronze du Super-G. Il remporte ensuite la médaille d'argent du Supercombiné. Il ne termine pas le géant, puis remporte sa troisième médaille de ces Jeux en terminant troisième du slalom.

### Jeux paralympiques
| Édition / Épreuve                   | Descente | Super-G                                | Slalom géant | Slalom                                 | Combiné alpin                         |
| ----------------------------------- | -------- | -------------------------------------- | ------------ | -------------------------------------- | ------------------------------------- |
| Jeux paralympiques 2014 Sotchi      | DNF      | 5e                                     | 5e           | 10e                                    | DNF                                   |
| Jeux paralympiques 2018 Pyeongchang | 6e       | Médaille de bronze, Jeux paralympiques | DNF          | Médaille de bronze, Jeux paralympiques | Médaille d'argent, Jeux paralympiques |

## Distinctions
- Chevalier de l'ordre national du Mérite en 2018[5]